# Provinz Bengo
Bengo ist eine Provinz im afrikanischen Staat Angola. Sie hat etwa 356.000 Einwohner auf einer Fläche von 31.371 km². Die Provinz ist nach dem gleichnamigen Fluss benannt, der sie durchquert und nördlich von Luanda in die Baia do Bengo mündet.

## Verwaltung
Bengo ist eine von 18 Provinzen Angolas. Die Hauptstadt der Provinz ist Caxito. 
Die Provinz gliederte sich bis zur Gebietsreform 2024 in sechs Kreise (Municípios), seither sind es 12:
- Ambriz
- Barra do Dande (seit 2024)
- Bula Atumba
- Dande
- Muxaluando (seit 2024)
- Nambuangongo
- Pango Aluquém
- Panguila (seit 2024)
- Piri (seit 2024)
- Quibaxe (seit 2024, vorherige Bezeichnung Dembos)
- Quicunzo (seit 2024, vorherige Bezeichnung Mucondo)
- Úcua (seit 2024)

Die Kreise Ícolo e Bengo und Quiçama wurden 2011 in die Provinz Luanda transferiert, während die Kreise Bula Atumba, Dembos und Pango Aluquém aus der Provinz Cuanza Norte ausgegliedert und Bengo angeschlossen wurden.
Die sechs Kreise der Provinz setzten sich aus insgesamt 32 Gemeinden (Comunas) zusammen, seit 2024 setzen sich die zwölf Kreise aus insgesamt 19 Gemeinden zusammen.

## Lage und Geografie
Die Provinz Bengo liegt im Nordwesten Angolas und umschließt die Hauptstadtprovinz Luanda. Sie grenzt außerdem im Norden an die Provinz Zaire, im Osten an Uíge und Cuanza Norte, im Süden an Cuanza Sul sowie im Westen an den Atlantischen Ozean.
Die Provinz ist zum größten Teil mit Trockensavanne bedeckt, im Zentrum befindet sich intensiv bewirtschaftetes Ackerland. Der wichtigste Fluss ist der Cuanza, welcher das Zentrum der Provinz durchquert, bevor er in den Atlantik mündet. Ein großes Gebiet im Süden von Bengo wurde unter Schutz gestellt und bildet den Parque Nacional do Quicama, der sich zwischen dem Cuanza, der Küste und der Südgrenze der Provinz erstreckt. 

## Wirtschaft
Wichtige Anbauprodukte von Bengo sind neben Kaffee und Baumwolle auch Bananen, Papaya und andere Südfrüchte. Eine ebenfalls bedeutende Rolle spielen die Viehzucht und der Fischfang, letzterer vor allem bei Ambriz. Zu den verfügbaren mineralischen Rohstoffen gehören Kaolin, Eisenerz und im Zentrum der Provinz auch Erdöl.
Die Eisenbahnlinie von Luanda nach Malanje durchquert die Provinz.